# Golden Axe: The Revenge of Death Adder
Golden Axe: The Revenge of Death Adder es un videojuego arcade lanzado por Sega en 1992. Es la secuela del Golden Axe original y es un juego hack and slash similar a su predecesor con nuevas incorporaciones y mejoras. Alimentado por la placa de arcade System 32, Revenge of Death Adder cuenta con gráficos más detallados, añade nuevos personajes seleccionables y duplica el máximo número de jugadores simultáneos de dos a cuatro. Ninguno de los tres personajes del juego anterior son jugables, permitiendo elegir únicamente a cuatro protagonistas nuevos, que lucharán por varios niveles para derrotar al malvado Death Adder.
Mientras que el Golden Axe original fue lanzado en varias plataformas hogareñas, Revenge of Death Adder permaneció como un exclusivo de arcade. En su lugar, Sega distribuyó un juego completamente diferente, Golden Axe II, para la Sega Genesis. Revenge of Death Adder no fue lanzado oficialmente para los hogares hasta 2020, cuando fue empaquetado con el primer Golden Axe tanto en Astro City Mini como en la recreación a menor escala de la cabina de arcade original de Arcade1Up.

## Jugabilidad
Los personajes jugables son Goah el gigante, Stern Blade el bárbaro, Dora la centáuride, y el pequeño Trix, un joven elfo que lleva una horqueta. Ninguno de los personajes del primer juego son jugables, aunque Gilius Thunderhead del primer juego aparece montando a Goah, y lanzan hechizos entre los dos mientras que Goah lucha. El enemigo principal vuelve a ser Death Adder. Varios jugadores pueden cooperar para hacer movimientos de lucha a un mismo enemigo. Dependiendo de la cabina, el juego permitía hasta dos, tres o cuatro jugadores simultáneos.
Además de introducir caminos múltiples a la franquicia, el aspecto de la magia fue ajustado. Aunque todavía se encuentren en los potes clásicos de Golden Axe, los hechizos mágicos no incrementarán su poder con el número de potes recolectados, pero requerirán un número fijo para funcionar. The Revenge of Death Adder es el único juego de Golden Axe en el que uno de los ataques mágicos no es ofensivo: Trix puede plantar árboles de manzanas para restaurar salud. Los jugadores pueden elegir diferentes caminos en dos cruces de tres vías. Dependiendo de la versión, los caminos sin recorrer serán salteados o deberán ser recorridos más tarde en el juego.

## Recepción
En Japón, Game Machine clasificó a Golden Axe: The Revenge of Death Adder en su edición del 15 de noviembre de 1992 como el tercer juego de arcade más exitoso del mes.
En 2023, Time Extension incluyó al juego en su lista «Top 25 mejores Beat 'Em Ups de todos los tiempos». Lo llamaron el mejor juego de toda la serie.